# ويلي بورتر
ويلي بورتر (بالإنجليزية: Willy Porter)‏ هو مغن مؤلف وعازف قيثارة ومغني أمريكي، ولد في 4 أكتوبر 1964 في ميكيون في الولايات المتحدة.

## وصلات خارجية
- الموقع الرسمي
- ويلي بورتر على موقع ميوزك برينز (الإنجليزية)
- ويلي بورتر على موقع أول ميوزيك (الإنجليزية)
- ويلي بورتر على موقع ديسكوغز (الإنجليزية)